# Münster (Assia)
Münster (Minsder nel dialetto locale) è un comune tedesco di 14 566 abitanti,, situato nel Land dell'Assia.